# Historyja majho žyccia
Chansons représentant la Biélorussie au Concours Eurovision de la chanson
Help You Fly
(2016) Forever
(2018)
Historyja majho žyccia (en caractères cyrilliques « Гісторыя майго жыцця » ; en français « L'histoire de ma vie ») est la chanson de Navi qui représentera la Biélorussie au Concours Eurovision de la chanson 2017 à Kiev, en Ukraine. C'est la première fois que la langue biélorusse est utilisée lors du concours Eurovision. 